# Aa! Megami-sama
Aa! Megami-sama! (яп. ああっ 女神さまっ Аа! Меґамі-сама!, укр. Ах, моя богиня) — сейнен манґа у жанрі романтики та фентезі написана Фудзісімою Косуке.
Вперше Aa! Megami-sama! опублікована 25 вересня 1988 року, і з тих пір публікується в Японії в щомісячному журналі Afternoon.
Пізніше манґа була перетворена на серію OVA, серіалів, фільм та новелу.

## Сюжет
Манґа розповідає історію студента Кеїчі Морісато, який, через своє чисте серце, був обраний Комп'ютерною Системою Раю і отримав можливість виконання одного бажання. Для чого богиня Верданді спустилася на Землю. Вона попередила його, що він може побажати все, що хоче: він може стати мільйонером або навіть знищити світ в одну мить. Кеїчі, вважаючи це розіграшем, побажав, щоб Верданді залишилася з ним назавжди, і його бажання було виконане. Манґа/аніме розповідає про їхні взаємини.
Аніме містить одних і тих же основних персонажів і базується на сюжеті манґи, але кожна екранізація створює унікальну інтерпретацію основної ідеї. Винятком є телесеріал 2005—2006 років, який є адаптацією манґи і чітко слідує її сюжетній лінії.